# Westerplatte: Załoga śmierci
Westerplatte: Załoga śmierci to polski komiks wojenny autorstwa Mariusza Wójtowicza-Podhorskiego (scenariusz, teksty) i Krzysztofa Wyrzykowskiego (grafika). Komiks jest próbą rekonstrukcji obrony Westerplatte we wrześniu 1939 roku.
Punktem wyjścia dla warstwy merytorycznej były rezultaty najnowszych badań historycznych nt. przebiegu walk. Autorzy starali się zachować w możliwie największym stopniu "naturalizm" począwszy od spraw ogólnych (np. chronologia wydarzeń, uczestnicy walk po stronie polskiej i niemieckiej) aż po szczegóły (np. autentyczne nr rejestracyjne samochodów). Tym niemniej nie można zapominać, że formuła komiksu pozostawia spory margines dla "licentia poetica" w związku z czym nie należy komiksu traktować jako podręcznika. W związku z tym autorzy celowo umieścili w komiksie komentarz historyczny (m.in.: plan sutereny (parteru) koszar na Westerplatte; poglądowa tablica porównawczą stopni różnych rodzajów wojsk obu stron konfliktu 1939 r. (Wojsko Polskie, Polska Marynarka Wojenna, Wehrmacht, Kriegsmarine, SS, Luftwaffe); reprodukcja oryginalnej niemieckiej mapy z 1 września 1939 r. pokazującą kurs do ataku na Westerplatte okrętu „Schleswig-Holstein”; lista załogi Wojskowej Składnicy Tranzytowej na Westerplatte wraz z ich przydziałem na stanowisko bojowe w dniu 1.09.1939 r.), który jest integralną częścią dzieła. Publikacji liczy 124 strony z czego 100 stron to same arkusze komiksowe.

## Kontrowersje
Komiks wzbudził kontrowersje, ponieważ opisuje wersję wydarzeń różniącą się od większości źródeł. Opierając się na wielu publikacjach oraz wspomnieniach uczestników walk autorzy komiksu opisali obronę składnicy tranzytowej. W wersji przedstawionej w albumie obroną Westerplatte od 2 września dowodził kmdr. por. Franciszek Dąbrowski zastępując załamanego majora Henryka Sucharskiego, któremu to przez dziesięciolecia przypisywano bohaterską postawę. Oprócz komiksu, album zawiera przewodnik po półwyspie, kilka felietonów i wykaz uzbrojenia obu stron.